# 曼利奥·布罗西奥
曼利奥·布罗西奥（義大利語：Manlio Giovanni Brosio；1897年7月10日—1980年3月14日），意大利外交官，是北约第四任秘书长，曾任意大利副总理、意大利国防部长、意大利驻苏联大使。

## 生平
布罗西奥出生於都靈，就讀於都靈大學法律系，並在都靈逝世。